# Сент-Огюстен (Па-де-Кале)
Сент-Огюстен (фр. Saint-Augustin) — муніципалітет у Франції, у регіоні О-де-Франс, департамент Па-де-Кале. Сент-Огюстен утворено 1 січня 2016 року шляхом злиття муніципалітетів Кларк i Ребек. Адміністративним центром муніципалітету є Ребек. Населення — 842 особи (01.01.2021).